# 金衣大侠
《金衣大侠》，是1970年香港邵氏公司出品，由岳枫執導，高远、何莉莉、谷峰等主演之香港武打電影。影片主要讲述一位武林老者想在临终前把自己所学会的东西传给别人，结果却出现了一段江湖纷争的故事。

## 電影內容
一位年老的武者打算死前将自己的毕生所学用书籍的方式传给其他的门派掌门，然而令人没想到的是，有人居然趁机想夺走这些武功秘籍，并且为了夺走武功秘籍，这些人居然杀死了很多武者。不仅如此，这个人还会易容术。
而后，一个女侠在一系列的调查下，才发现做出这种事情的人，居然是武林盟主。最后，在众人的努力下，武林盟主终于被众多的武林人士杀死。

## 演员表
- 何莉莉
- 樊梅生
- 谷峰
- 李笑丛
- 金天柱
- 许玉
- 高远
- 岑潜波
- 吴明才
- 曾楚霖
- 郝履仁
- 洪金宝
- 王清河
- 王侠
- 舒佩佩
- 洪流
- 井淼[6]

## 外部連結
- 香港影庫上《金衣大侠》的資料（繁體中文）
- 豆瓣电影上《金衣大侠》的資料 （简体中文）
- 互联网电影数据库（IMDb）上《金衣大侠》的资料（英文）